# Nilens drottning
Nilens drottning (italienska: Nefertiti, regina del Nilo) är en italiensk svärd och sandal-historisk dramafilm från 1961 i regi av Fernando Cerchio. I huvudrollerna ses Jeanne Crain, Edmund Purdom och Vincent Price. Purdom hade tidigare haft huvudrollen i Sinuhe, egyptiern (1954), med en liknande handling och karaktärer. 

## Rollista i urval
- Jeanne Crain - Tenet/Nefertiti
- Vincent Price - Benakon
- Edmund Purdom - Tumos
- Amedeo Nazzari - Amenophis IV
- Liana Orfei - Merith
- Carlo D'Angelo - Seper
- Raf Baldassarre - Mareb
- Alberto Farnese - Dakim
- Clelia Matania - amman